# Vilhelm Lange
Vilhelm Lange (Ringkøbing, Dinamarca, 20 de diciembre de 1893-Frederiksberg, 17 de noviembre de1950) fue un gimnasta artístico danés, campeón olímpico en 1920 en el concurso por equipos "sistema libre".

## Carrera deportiva
En las Olimpiadas celebradas en Amberes (Bélgica) en 1920 consigue el oro en el concurso por equipos "sistema libre", por delante de los noruegos (plata), siendo sus compañeros de equipo los gimnastas: Rudolf Andersen, Viggo Dibbern, Aage Frandsen, Hugo Helsten, Harry Holm, Herold Jansson, Robert Johnsen, Christian Juhl, Georg Albertsen, Svend Madsen, Peder Marcussen, Peder Møller, Niels Turin Niels, Steen Olsen, Christian Pedersen, Hans Rønne, Harry Sørensen, Christian Thomas y Knud Vermehren.